# Stenischia mirabilis
Stenischia mirabilis är en loppart som beskrevs av Jordan 1932. Stenischia mirabilis ingår i släktet Stenischia och familjen mullvadsloppor. Inga underarter finns listade i Catalogue of Life.